# اعتصاب سراسری ۱۹۳۶ سوریه
اعتصاب سراسری ۱۹۳۶ سوریه (به عربی: الإضراب الستيني) اعتصاب همراه با شورش بود که با درخواست تشکل ملی سوریه از مردم سوری به منظور مبارزه با قیمومت فرانسه بر سوریه و لبنان در بین مدت ۲۰ ژانویه ۱۹۳۵ – ۶ مارس ۱۹۳۶ در شهرهای سوریه و لبنان ازجمله دمشق، حمص، حلب، حما، دیرالزور، لاذقیه، دوما، الزبدانی، جبله، بانیاس، صافیتا و بیروت برگزار شد.
این اعتصاب که در زبان عربی اعتصاب شصتمین نام‌گذاری شده است که جزء طولانی‌ترین اعتصاب در تاریخ سوریه با مدت ۵۰ روز است.
نتیجهٔ این اعتصاب کشته‌شدن ۶۰ نفر و ده‌ها زخمی
و بازداشت شدن دست‌کم ۳٬۰۰۰ معترض سوری است.